# Teoria da escolha social
A teoria da escolha social ou a escolha social é uma estrutura teórica para a análise da combinação de opiniões, preferências, interesses ou bem-estar individuais para alcançar uma decisão coletiva ou bem-estar social em algum sentido.  Um exemplo não-teórico de uma decisão coletiva é a promulgação de uma lei ou conjunto de leis sob uma constituição. A teoria da escolha social data da formulação de Condorcet do Paradoxo de Condorcet. A Escolha Social e os Valores Individuais (1951) de Kenneth Arrow e o teorema da impossibilidade de Arrow são geralmente reconhecidos como a base da teoria da escolha social moderna.  Além do teorema de Arrow e do paradoxo da votação, o teorema de Gibbard-Satterthwaite, o teorema do júri de Condorcet, o teorema do eleitor mediano e o teorema de May estão entre os resultados mais conhecidos da teoria da escolha social. 
A escolha social combina elementos da economia do bem-estar e da teoria do voto. É metodologicamente individualista, na medida em que agrega preferências e comportamentos de membros individuais da sociedade. Usando elementos da lógica formal para a generalidade, a análise procede de um conjunto de axiomas aparentemente razoáveis da escolha social para formar a função do bem-estar social (ou constituição ).  Os resultados revelaram a incompatibilidade lógica de vários axiomas, como no teorema de Arrow, revelando um problema de agregação e sugerindo reformulação ou triagem teórica ao eliminar alguns axiomas. 
Trabalhos posteriores também consideram abordagens para compensações e justiça, liberdade e direitos, restrições axiomáticas de domínio sobre preferências de agentes, populações variáveis, prova estratégica de mecanismos de escolha social, recursos naturais,   capacidades e funcionamentos,  e bem-estar,  justiça,  e pobreza. 
A escolha social e a teoria da escolha pública podem se sobrepor, mas são desunidas se forem interpretadas de maneira restrita. Os códigos de classificação do Journal of Economic Literature colocam Social Choice em Microeconomia na JEL D71 (com Clubes, Comitês e Associações), enquanto a maioria das subcategorias de Escolha Pública está no JEL D72 (Modelos Econômicos de Processos Políticos: Busca de Aluguel, Eleições, Legislaturas e Comportamento de Votação). 

## Comparação da utilidade interpessoal
A teoria da escolha social depende da capacidade de agregar ou resumir as preferências individuais em uma função combinada de bem-estar social. A preferência individual pode ser modelada em termos de uma função de utilidade econômica. A capacidade de somar funções de utilidade de indivíduos diferentes depende de as funções de utilidade serem comparáveis entre si; informalmente, as preferências dos indivíduos devem ser medidas com o mesmo critério. Então, a capacidade de criar uma função de bem-estar social depende crucialmente da capacidade de comparar funções de utilidade. Isso é chamado de comparação de utilidade interpessoal. 
Seguindo Jeremy Bentham, os utilitaristas argumentaram que as preferências e funções de utilidade dos indivíduos são comparáveis interpessoalmente e, portanto, podem ser somadas para chegar a uma medida de utilidade agregada. A ética utilitarista exige a maximização desse agregado. 
Lionel Robbins questionou se os estados mentais e as utilidades que eles refletem podem ser medidos e, a fortiori, comparações interpessoais de utilidade, bem como a teoria da escolha social na qual se baseia. Considere, por exemplo, a lei da utilidade marginal decrescente, segundo a qual a utilidade de uma quantidade adicionada de um bem diminui com a quantidade do bem que já está na posse do indivíduo. Ele tem sido usado para defender as transferências de riqueza dos "ricos" para os "pobres", com a premissa de que os primeiros não têm tanta utilidade quanto os segundos de uma unidade extra de renda. Robbins ( 1935, pp.138–40) argumenta que essa noção está além da ciência positiva; isto é, não se pode medir mudanças na utilidade de outra pessoa, nem é exigido pela teoria positiva. 
Os apologistas da comparação interpessoal de utilidade argumentaram que Robbins fez demasiadas alegações. John Harsanyi concorda que a comparabilidade total de estados mentais como a utilidade nunca é possível, mas acredita, no entanto, que os seres humanos são capazes de fazer algumas comparações interpessoais de utilidade porque compartilham alguns antecedentes comuns, experiências culturais, etc. No exemplo de Amartya Sen (1970, p. 99), deve ser possível dizer que o ganho do imperador Nero com a queima de Roma foi compensado pela perda sofrida pelo resto dos romanos. Harsanyi e Sen argumentam, portanto, que pelo menos a comparabilidade parcial da utilidade é possível, e a teoria da escolha social prossegue sob essa suposição. 
Sen propõe, no entanto, que a comparabilidade da utilidade interpessoal não precisa ser parcial. Segundo a teoria de Sen sobre o alargamento informacional, até mesmo a comparação interpessoal completa da utilidade levaria a escolhas socialmente inferiores, porque os estados mentais são maleáveis. Um camponês faminto pode ter uma disposição particularmente ensolarada e, assim, obter alta utilidade de uma pequena renda. Esse fato não deve anular, no entanto, sua reivindicação de compensação ou igualdade no campo da escolha social. 
As decisões sociais devem, portanto, basear-se em fatores pequenos. Sen propõe comparações de utilidade interpessoal com base em uma ampla gama de dados. Sua teoria diz respeito ao acesso à vantagem, visto como o acesso de um indivíduo a bens que satisfazem necessidades básicas (por exemplo, alimentos), liberdades (no mercado de trabalho, por exemplo) e capacidade de aproximar. Podemos proceder a escolhas sociais baseadas em variáveis reais, e assim, abordar a posição real e o acesso a vantagens. O método de ampliação informacional de Sen permite que a teoria da escolha social escape às objeções de Robbins, que pareciam prejudicar permanentemente a teoria da escolha social. 
Além disso, desde os resultados seminais do teorema da impossibilidade de Arrow e do teorema de Gibbard-Satterthwaite, muitos resultados positivos focados na restrição do domínio das preferências dos indivíduos elucidaram tópicos como o principio da votação ideal. Os resultados iniciais enfatizaram a impossibilidade de fornecer objetivamente uma função de escolha social que seja livre de ditadura e ineficiência nos contextos mais gerais. Resultados posteriores encontraram restrições naturais que podem acomodar muitas propriedades desejáveis.     

## Estudos empíricos da escolha social
Desde Arrow, a análise da escolha social tem sido caracterizada principalmente por ser extremamente teórica e formal. No entanto, por volta de 1960, começou a ser dada atenção às aplicações empíricas das idéias teóricas da escolha social, em primeiro lugar pelo cientista político americano William H. Riker. 
A grande maioria desses estudos tem se concentrado em encontrar exemplos empíricos do Paradoxo de Condorcet.  
Um resumo de 37 estudos individuais, abrangendo um total de 265 eleições no mundo real, grandes e pequenas, encontrou 25 instâncias de um paradoxo de Condorcet, com uma probabilidade total de 9,4%  :325 (e essa pode ser uma estimativa alta, já que os casos do paradoxo são mais prováveis de serem relatados do que os casos sem). Por outro lado, a identificação empírica de um paradoxo de Condorcet pressupõe dados extensos sobre as preferências dos tomadores de decisão em relação a todas as alternativas - algo que é muito raramente disponível. 
Embora exemplos do paradoxo pareçam ocorrer ocasionalmente em ambientes pequenos (por exemplo, parlamentos), poucos exemplos foram encontrados em grupos maiores (por exemplo, eleitores), embora alguns tenham sido identificados. 